# Gornja Prekopa
Gornja Prekopa – wieś w Słowenii, w gminie Kostanjevica na Krki. W 2018 roku liczyła 119 mieszkańców.